# Ali Akacha
Pour les articles homonymes, voir Akacha.
Ali Akacha, né le 23 janvier 1954, est un handballeur international algérien.

## Palmarès de joueur

### Clubs
- Vainqueur du championnat d'Algérie (4) : 1976, 1977, 1979, 1980
- Vainqueur de la Coupe d'Algérie (4) : 1975, 1976, 1977, 1981

- Finaliste de la Ligue des champions d'Afrique : 1980

### Sélection nationale
- Jeux olympiques
  - 10e place aux Jeux olympiques de 1980 à Moscou
- Championnats du monde
  - 15e place au championnat du monde 1974
- Championnats d'Afrique
  - Finaliste du Championnat d'Afrique 1976
  - Troisième du Championnat d'Afrique 1979
- Jeux africains
  - Médaille d’or aux Jeux africains de 1978
- Jeux méditerranéens
  - Troisième aux Jeux méditerranéens de 1975
  - 5e place aux Jeux méditerranéens de 1979